# Filozofia religiei
Filosofia religiei este acea parte a filozofiei , care pune întrebarea ce religie este . Conform conceptului de religie care se pune astfel și în funcție de întrebarea fundamentală pe care cineva o pune cu privire la religie, filosofia religiei poate corespunde unor abordări diferite. Principala distincție între diferitele abordări ale filozofiei religiei,  se face între așa-numitele abordări „esențialiste” și așa-numitele abordări „funcționaliste”.
Filosofia religiei se confruntă cu o dificultate specială, care este absența unui concept de religie potrivit pentru tot ceea ce este obișnuit să se considere a fi de ordinul religiei.
Filosofia religiei este prezentată într-un mod semnificativ diferit în funcție de religii, vremuri și locuri.

## Istorie
Istoria filozofiei religiei, în sensul modern al expresiei, începe modest cu sofiștii  : primul, încearcă să ofere o explicație psihologică a naturii și originii religiei, fără ca singurul raționalism al abordării lor să poată avansa foarte mult, departe pe această cale.
Potrivit lui Werner Jaeger , prin urmare, abia pe vremea primului Aristotel și a Academiei Platonice târzii (în jurul anilor 360-350 î.Hr. ) s-au unit cele două condiții pentru un „studiu simultan psihologic și fecund religios” : „pe de o parte , o pătrundere teoretică a tuturor fenomenelor minții, și pe de altă parte, o evlavie născută din imaginația creatoare și simbolică a lui Platon . „ Deci lui Aristotel  trebuie să-i  atribuim paternitatea filozofiei religiei și fundamentul teologiei elenistice , exact în a doua parte a dialogului său despre filosofie , Περὶ φιλοσοφίας . Pentru acest studiu obiectiv al vieții religioase interioare, antichitatea nu avea nume sau disciplină independentă, cu excepția metafizicii . Deși reprezentarea noastră convențională a lui Aristotel îl face un metafizician pur intelectualist, marele elenist german a arătat că operațiile dialectice ale acestui filosof sunt inspirate din interior, de un puternic sentiment religios care străbate și informează în mod egal toate părțile. Despre organizarea logică a filozofiei sale. .
Din punct de vedere istoric, filosofia religiei se poate referi și la un moment din istoria gândirii centrat pe autorii germani Kant , Schleiermacher și Hegel . Acestea sunt principalele filosofi au tratat religia , la rândul său , a xviii - lea și xix - lea  secole. Kant și Hegel au susținut ambele cursuri de filosofie a religiei. În timpul lor, filosofia religiei a devenit o disciplină academică.

## Esențialism
Abordările esențialiste au un concept definit de religie și de cele mai multe ori acordă o mare importanță problemei existenței uneia sau mai multor zeități. Această întrebare determină dacă cineva consideră religia ca o invenție umană sau ca activitate a uneia sau mai multor zeități din lume. Conceptele de religii care corespund acestei opoziții sunt pe de o parte, cel al religiei ca fiind în esență de ordinul relației dintre divin și umanitate sau pe de altă parte, cel al religiei ca fiind în esență de ordinul o credință în ceva a cărui existență nu este asigurată. Aceste abordări sunt astfel marcate de o puternică opoziție între susținătorii existenței divinităților și cei care apără contrariul. În extrem, gânditorii angajați în această cale răspund unii la alții cu cărți care fac bilanțul argumentelor pro și împotriva existenței zeilor. Acest mod de a face filosofia religiei este foarte reprezentat în lumea anglo-saxonă. Acoperă adesea ceea ce pentru un european al continentului ar fi înțeles imediat ca teologie și care, încă din Evul Mediu, a fost numit „  teologie naturală  ”.

## Funcționalismul
Așa-numitele abordări funcționaliste se referă la faptele sau funcțiile religiei în societăți: la ce servește, care sunt manifestările ei? Abordările funcționaliste sunt frecvente în Europa continentală. În Franța, au fost încurajați de raportul Debray. Aceste abordări rețin că religia nu există în afara formelor date și contingente la nivel istoric. Acestea acordă prioritate așa-numitelor fenomene religioase față de reflectarea asupra învățăturilor religiilor, și a ceea ce propun să creadă. Religia este apoi considerată în funcție de marea diversitate a fenomenelor religioase.